# Ascendance Records
Ascendance Records est un label indépendant britannique. Il est fondé par Lee Barrett (ancien bassiste de Extreme Noise Terror et To-Mera, fondateur de Candlelight Records) et Sam Grant (rédacteur, promoteur, animateur et intervieweur pour le webzine Sonic Cathedral). Le label est spécialisé dans les groupes dont le leader est une femme.

## Groupes et artistes
Les groupes et artistes en date de 2015 incluent notamment : Amberian Dawn, Akphaezya, Diablo Swing Orchestra, Ebony Ark, Flowing Tears, Pin-Up Went Down, Ram-Zet, Unexpect, Witchbreed, et Whyzdom.